# Shori Hamada
Shori Hamada (濵田 尚里, Hamada Shōri; Kirishima-Shi, 25 de setembro de 1990) é uma judoca japonesa, campeã olímpica.

## Carreira
Hamada esteve nos Jogos Olímpicos de Verão de 2020 em Tóquio, onde participou do confronto de peso meio-pesado, conquistando a medalha de ouro após derrotar a francesa Madeleine Malonga. Além disso, compôs o grupo japonês detentor da medalha de prata na disputa por equipes.